# My Name
My Name (hangul: 마이 네임) ou Undercover é uma série de televisão sul-coreana de 2021 dirigida por Kim Jin-min e estrelada por Han So-hee, Park Hee-soon e Ahn Bo-hyun. A série gira em torno de uma mulher que se junta a uma gangue para vingar a morte de seu pai e depois se torna infiltrada da gangue dentro da força policial. Com oito episódios no total, três foram exibidos no 26º Festival Internacional de Cinema de Busan na recém-criada seção 'On Screen', em 7 de outubro de 2021. Foi lançada na Netflix em 15 de outubro de 2021.

## Elenco

### Principal
- Han So-hee como Yoon Ji-woo/Song Ji-woo/Oh Hye-jin[6]

- Park Hee-soon como Choi Mu-jin

- Ahn Bo-hyun como Jeon Pil-do

### Apoio
- Kim Sang-ho como Cha Gi-ho

- Lee Hak-joo como Jung Tae-ju

- Chang Ryul como Do Gang-jae

- Yoon Kyung-ho como Yoon Dong-hoon/Song Joon-su

- Baek Joo-hee como Kang Soo-yeon
- Moon Sang-min como Ko Gun-pyung[7]

## Produção
Em 11 de agosto de 2020, a Netflix confirmou por meio de um comunicado à imprensa que distribuiria mais série original coreana, Undercover, a ser produzida pelo Studio Santa Claus Entertainment (produtora por trás de Lucky Romance, My Sassy Girl e Another Child), escrita pelo roteirista Kim Ba-da (escritor de Life Risking Romance) e dirigida por Kim Jin-min (diretor de Extracurricular). Em setembro de 2020, o elenco da série foi confirmado. As filmagens começaram em novembro de 2020 e terminaram em fevereiro de 2021.
Os atores Han So-hee e Lee Hak-joo trabalharam juntos anteriormente na série de 2020 The World of the Married da JTBC. My Name também marca a segunda vez que Ahn Bo-hyun e Yoon Kyung-ho atuaram juntos após Itaewon Class, que também foi ao ar na JTBC em 2020.

## Recepção
No site agregador de críticas Rotten Tomatoes, 100% das  resenhas dos críticos são positivas.

## Prêmios
| Cerimônia de premiação       | Ano  | Categoria                             | Nomeado       | Resultado | Ref.   |
| ---------------------------- | ---- | ------------------------------------- | ------------- | --------- | ------ |
| Prêmio Estrela APAN          | 2022 | Prêmio Top Excelência, Atriz em OTT   | Han So-hee    | Indicado  | [ 11 ] |
| Prêmio Estrela APAN          | 2022 | Prêmio de Excelência, Ator em OTT     | Ahn Bo Hyun   | Venceu    | [ 11 ] |
| Prêmio Estrela APAN          | 2022 | Melhor Ator Coadjuvante               | Yoon Kyung Ho | Indicado  | [ 11 ] |
| Prêmio Estrela APAN          | 2022 | Prêmio Estrela de Popularidade, Atriz | Han So-hee    | Indicado  | [ 11 ] |
| Prêmio Baeksang de Artes     | 2022 | Melhor atriz                          | Han So-hee    | Indicado  | [ 12 ] |
| Prêmios da Série Dragão Azul | 2022 | Melhor Ator Coadjuvante               | Ahn Bo Hyun   | Indicado  | [ 13 ] |
| Prêmios da Série Dragão Azul | 2022 | Melhor Novo Ator                      | Chang Ryul    | Indicado  | [ 13 ] |
| Prêmios da Série Dragão Azul | 2022 | Melhor Nova Atriz                     | Han So-hee    | Indicado  | [ 13 ] |

### Listas
| Editora | Ano  | Lista                                  | Colocação | Ref.   |
| ------- | ---- | -------------------------------------- | --------- | ------ |
| NME     | 2021 | Os 10 melhores dramas coreanos de 2021 | 7° lugar  | [ 14 ] |